# Dvorní rada
Dvorní rada (německy Hofrat) byl čestný titul udělovaný v Německu a Rakousku. V Rakousku-Uhersku jej panovník uděloval vyšším úředníkům vykonávajícím svou práci relativně samostatně, univerzitním profesorům a podobně. Automaticky náležel titul dvorního rady některým radům na ministerstvech, soudcům Nejvyššího soudního a kasačního dvora a prvnímu radovi na místodržitelství.